# Pistou

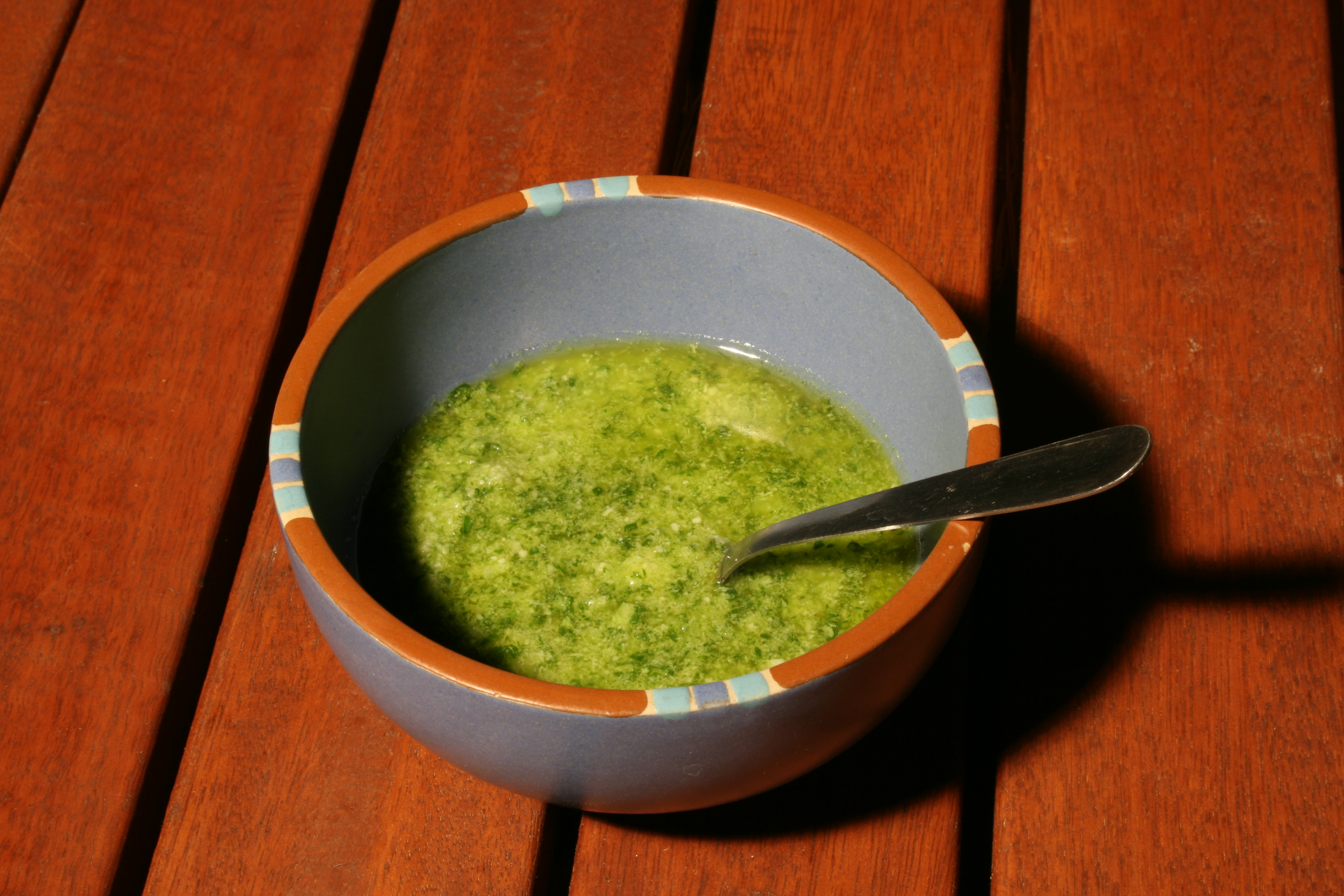
Pistou

Pistou, auch Sauce au pistou, ist eine kalte Sauce der provenzalischen Küche. Sie entwickelte sich eigenständig neben dem italienischen Pesto und weicht in der Zusammensetzung häufig ab, wird aber auch mit diesem gleichgesetzt.
Die Hauptzutaten sind frisches Basilikum, Knoblauch, Mandeln und Olivenöl; Käse gehört – anders als beim ligurischen Pesto – in der üblichen Variante nicht dazu. Je nach Rezept werden diese um weitere Zutaten wie Tomaten, Petersilie oder Chilischoten ergänzt. Typische Gewürze sind lediglich Speisesalz, Pfeffer und Zucker.
Für die Vorbereitung reinigt man die Blätter der Kräuter, würfelt die entkernten und geschälten Tomaten und hackt den geschälten Knoblauch grob. Als ersten Schritt püriert man die Kräuter mit dem Knoblauch und Salz zu einer Paste. Anschließend rührt man Mandeln, Tomaten und die anderen festen Zutaten unter. Abschließend wird die Masse gemeinsam mit dem Öl zu einer cremigen Sauce gerührt.
Die Sauce wird sowohl als eigenständige Beilage als auch als Zutat für Gerichte verwendet.
Soupe au pistou ist eine Gemüsesuppe mit Kartoffeln und Nudeln, die nach dem Kochen mit Pistou gewürzt wird.